# Sangeac-bei
Sangeac-bei, sanjak-bey sau -beg (însemnând „beiul unui sangeac”) a fost titlul dat în Imperiul Otoman unui bei (un funcționar de rang înalt, dar care nu era de obicei un pașă) numit pentru a comanda administrativ și militar un district (sangeac, în arabă liwa'), subordonat unui wāli sau unui guvernator provincial. În cazuri foarte rare un sangeac-bei răspundea direct față de conducerea imperială de la Istanbul.
Ca și alți funcționari administrativi otomani existenți din vechime, sangeac-beiul avea o origine militară: termenul de sangeac (și liva) înseamnă „steag” sau „stindard” și se referă la simbolurile purtate în vreme de război de cavaleriștii care dețineau feude (timars sau ziamets) într-o regiune specifică. Sangeac-beiul era la rândul său subordonat unui beilerbei („bei al beilor”), care guvernat un eyalet și îi comanda pe sangeac-beii subordonați în război. În acest fel, structura de comandă pe câmpul de luptă semăna cu ierarhia administrației provinciale.
Funcțiile unui sangeac-bei erau similare cu cele ale unui beilerbei, dar la o scară mai modestă. Ca și beilerbeiul, sangeac-beiul colecta impozitele stabilite pe veniturile obținute de orașe, cheiuri și porturi. În propriul său sangeac, un guvernator era responsabil, mai presus de toate, cu menținerea ordinii și, în cooperare cu funcționarii polițienești, cu prinderea și pedepsirea răufăcătorilor. Pentru aceasta, el primea, de obicei, jumătate din sumele confiscate de la tâlhari, în timp ce moșierul pe pământul căruia avea loc fapta primea cealaltă jumătate. Guvernatorii sangeacurilor aveau și alte atribuții ca, de exemplu, urmărirea bandiților, cercetarea și judecarea ereticilor, aprovizionarea armatei sau expedierea materialelor pentru construcția navelor, după cum comanda sultanul.